# Salmaise
Salmaise är en kommun i departementet Côte-d'Or i regionen Bourgogne-Franche-Comté i östra Frankrike. Kommunen ligger i kantonen Venarey-les-Laumes som tillhör arrondissementet Montbard. År 2022 hade Salmaise 128 invånare.

## Befolkningsutveckling
Antalet invånare i kommunen Salmaise
Referens:INSEE